# 82 Геркулеса
82 Геркулеса (лат. 82 Herculis), y Геркулеса (лат. y Herculis), HD 160290 — двойная звезда в созвездии Геркулеса на расстоянии приблизительно 349 световых лет (около 107 парсек) от Солнца. Видимая звёздная величина звезды — +5,36m.

## Характеристики
Первый компонент — оранжевый гигант спектрального класса K1III, или K0. Масса — около 1,844 солнечной, радиус — около 21,419 солнечных, светимость — около 113,059 солнечных. Эффективная температура — около 4510 K.
Второй компонент — коричневый карлик. Масса — около 14,32 юпитерианских. Удалён в среднем на 1,834 а.е..